# Simon Cellan-Jones
Simon Cellan-Jones es un director de cine y televisión galés. Comenzó su carrera como asistente de producción a mediados de los años 1980, trabajando en series como Edge of Darkness. A finales de los 80 ya había encaminado su carrera como director, y durante los años 90 trabajó en algunas de las más prestigiosas producciones británicas, en episodios de series como Cracker (1993) y Our Friends in the North (1996). Fue nominado como mejor cineasta novel en los premios BAFTA por su primera película como director, Some Voices (2000). 
Es hermano del periodista Rory Cellan-Jones e hijo del también director James Cellan-Jones.

## Filmografía como director

### Cine
- Some Voices (2000)
- The One and Only (2002)
- The Family Plan (2023)
- Arthur the King (2024)[1]

### Televisión
- The Bill (1989)
- Streetwise (1989)
- Medics (1992)
- Cracker (1993)
- The Big One (1995)
- Our Friends in the North (1996)
- In Your Dreams (1997)
- Storm Damage (1999)
- Eroica (2003)
- Sherlock Holmes and the Case of the Silk Stocking (2004)
- The Queen's Sister (2005)
- Coup! (2006)
- The Trial of Tony Blair (2007)
- Generation Kill (2008)
- Paradox (2009)
- On Expenses (2010)
- Treme (2010)
- Boardwalk Empire (2010)
- Klondike (2014) - miniserie
- Jessica Jones (2015) - serie de televisión, 2 episodios
- Years & Years (2019) - miniserie